# Betto Barrionuevo Romero
Betto Barrionuevo Romero (Sihuas, 10 de diciembre de 1977) es un contador público y político peruano. Fue congresista de la república por Áncash durante el breve periodo 2020-2021 y alcalde del distrito de Huayllabamba de 2015 a 2018.

## Biografía
Betto Barrionuevo nació en la ciudad de Sihuas, ubicado en Áncash, el 10 de diciembre de 1977.
Ingresó a la Universidad Nacional Santiago Antúnez de Mayolo donde estudió la carrera de Contabilidad y obtuvo el bachillerato en el año 2002. Siguió estudiando como contador público, graduándose en 2005 como titulado.
Como contador público laboró en el Municipio de la provincia de Sihuas entre los años 2011 y 2014. Fue también gerente regional de planeamiento y presupuesto del Gobierno Regional de Áncash en el año 2019.

## Carrera política
Fue miembro del Movimiento Independiente Nueva Esperanza Regional Ancashina desde septiembre del 2005 hasta enero del 2011. En 2014 se integra al Movimiento Regional Río Santa Caudaloso y postula a la alcaldía del distrito de Huayllabamba, siendo elegido como alcalde para el periodo 2015-2018.
Tras culminar su gestión, Barrionuevo intentó sin éxito ser elegido como alcalde de la provincia de Sihuas en el año 2018.
En el año 2020, Betto Barrionuevo se afilió al partido político Somos Perú y postuló al Congreso de la República por la circunscripción de Áncash en los comicios. Barrionuevo resultó elegido como congresista de la república, con 33,044 votos, y fue juramentado para completar el disuelto periodo parlamentario 2016-2021.
Como congresista, se caracterizó por presentar diversos proyectos de ley que resultaron siendo aprobadas por el pleno parlamentario. Fue miembro de la Comisión de Economía, siendo unos de los congresistas en desacuerdo con el dictamen sobre la nueva ley de promoción agraria.
En noviembre del mismo año, Barrionuevo fue uno de los 105 congresistas que votaron a favor de la segunda moción de vacancia presidencial presentada contra el entonces presidente Martín Vizcarra, quien terminó dejando la presidencia y siendo sucedido interinamente por Manuel Merino. Posteriormente dejó la bancada y renunció al partido Somos Perú, donde luego junto con 4 congresistas renunciantes decidieron formar el grupo parlamentario ‘Descentralización Democrática’.
Luego de culminar su gestión congresal, Betto Barrionuevo participó en las elecciones regionales del año 2022 como candidato a la presidencia del Gobierno Regional de Áncash por el partido Juntos por el Perú. Quedó en el tercer lugar con el 20.25 % de votos y logró meter 3 consejeros al Gobierno Regional de Áncash.